# Kongoryjek
Kongoryjek (Congosorex) – rodzaj ssaków z podrodziny myszoryjków (Myosoricinae) w obrębie rodziny ryjówkowatych (Soricidae).

## Zasięg występowania
Rodzaj obejmuje gatunki występujące w Afryce.

## Morfologia
Długość ciała (bez ogona) 53–95 mm, długość ogona 19–40 mm, długość ucha 4–8 mm, długość tylnej stopy 9–14 mm; masa ciała 4–12 g.

## Systematyka
Rodzaj (w randze podrodzaju w obrębie Myosorex) zdefiniowali w 1956 roku francuscy zoolodzy Henri Heim de Balsac i Maxime Lamotte na łamach Mammalia. Na gatunek typowy autorzy wyznaczyli (oryginalne oznaczenie) kongoryjka większego (C. polli).

### Etymologia
Congosorex: Congo (pol. Kongo), Afryka; łac. sorex, soricis ‘ryjówka’, od ὑραξ hurax, ὑρακος ‘ryjówka’.

### Podział systematyczny
Do rodzaju należą następujące gatunki:
- Congosorex phillipsorum Stanley, Rogers & Hutterer, 2005 – kongoryjek tanzański
- Congosorex polli (Heim de Balsac & Lamotte, 1956) – kongoryjek większy
- Congosorex verheyeni Hutterer, Barrière & Colyn, 2002 – kongoryjek mniejszy